# 坎塔布里亚公国

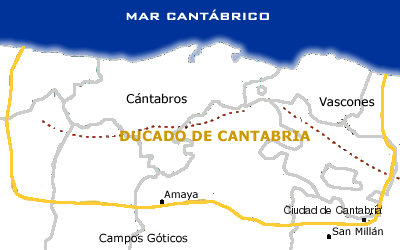
坎塔布里亚公国的大致范围

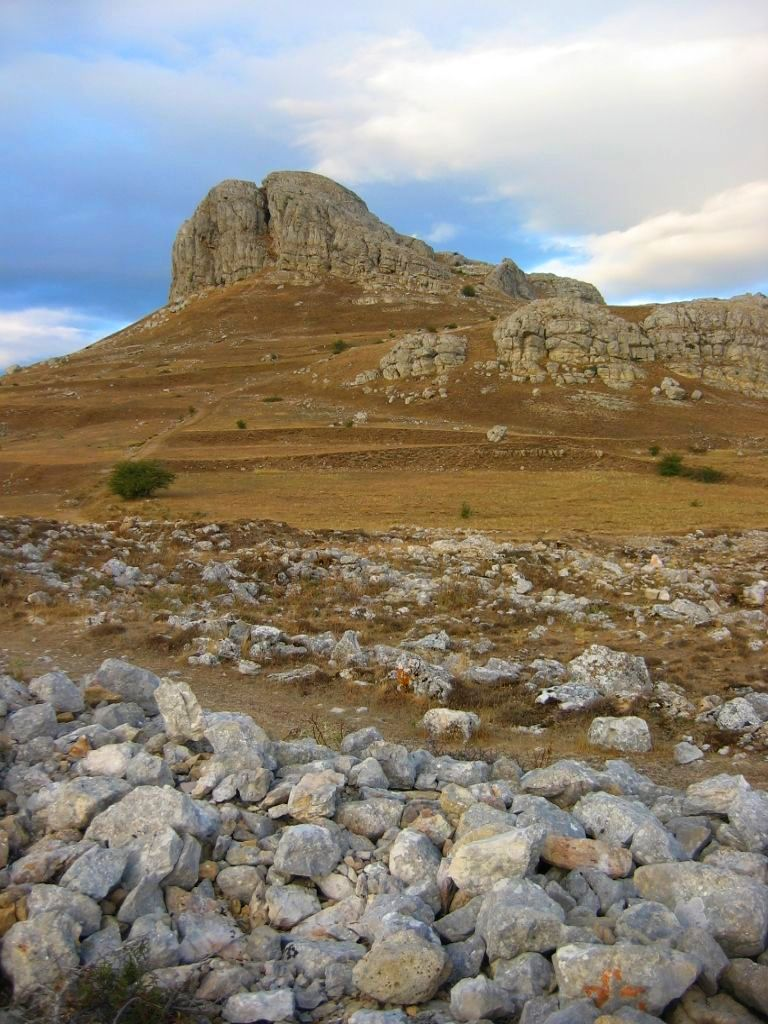
Peña Amaya，坎塔布里亚小镇 Amaya 所在的地方。位于公国的南端，看起来像卡斯蒂利亚乡村的前哨塔。

坎塔布里亚公国（约581-768）由西班牙北部的西哥特人创建。其在不同时期的确切延伸范围尚不清楚，但似乎可能包括坎塔布里亚、北卡斯蒂利亚的部分地区、拉里奥哈，以及可能的比斯开和阿拉瓦西部地区。
在被哥特人征服之前，坎塔布里亚的两个主要城镇是阿马亚（位于布尔戈斯北部）和坎塔布里亚市，位于现代洛格罗尼奥附近。这两个城镇都在 574 年被柳维吉尔德摧毁。
- 西哥特人
- 坎塔布里
- 坎塔布里亚